# اچ‌ام‌اس گرافتن (۱۸۹۲)
اچ‌ام‌اس گرافتن (۱۸۹۲) (به انگلیسی: HMS Grafton (1892)) یک کشتی بود که طول آن ۳۸۷٫۵ فوت (۱۱۸٫۱ متر) بود. این کشتی در سال ۱۸۹۲ ساخته شد.